# محمد إبراهيم عبد السلام
محمد عبد السلام لاعب كرة يد مصري ، ويلعب حاليًا لنادي الزمالك .

## وصلات خارجية
- محمد إبراهيم عبد السلام على موقع اللجنة الأولمبية الدولية (الإنجليزية)
- محمد إبراهيم عبد السلام على موقع اللجنة الأولمبية الدولية (الإنجليزية)
- محمد إبراهيم عبد السلام على موقع أوليمبيديا (الإنجليزية)